# Luobei (socken i Kina)
Luobei (kinesiska: 洛北, 洛北乡) är en socken i Kina. Den ligger i provinsen Henan, i den centrala delen av landet, omkring 110 kilometer väster om provinshuvudstaden Zhengzhou. Antalet invånare är 46 846. Befolkningen består av 22 913 kvinnor och 23 933 män. Barn under 15 år utgör 16,0 %, vuxna 15-64 år 79 %, och äldre över 65 år 3,0 %.
Genomsnittlig årsnederbörd är 666 millimeter. Den regnigaste månaden är juli, med i genomsnitt 134 mm nederbörd, och den torraste är december, med 7 mm nederbörd.